# Santa Cristina de Valmadrigal
Santa Cristina de Valmadrigal település Spanyolországban, León tartományban. Lakosainak száma 273 fő (2024).

## Földrajza
Santa Cristina de Valmadrigal Villamoratiel de las Matas, El Burgo Ranero, Vallecillo, Castrotierra de Valmadrigal, Valverde-Enrique, Matadeón de los Oteros és Santas Martas községekkel határos.

## Népesség
A település lakosságának változását az alábbi diagram mutatja:
| Lakosok száma | 360  | 339  | 327  | 325  | 308  | 284  | 272  | 267  | 273  | 273  |
|               | 2001 | 2004 | 2007 | 2009 | 2012 | 2014 | 2017 | 2019 | 2022 | 2024 |